# Хоришковский сельский совет (Козельщинский район)
Хоришковский сельский совет (укр. Хорішківська сільська рада) — входит в состав
Козельщинского района
Полтавской области
Украины.
Административный центр сельского совета находится в 
с. Хоришки.

## Населённые пункты совета
- с. Хоришки
- с. Вольное
- с. Загребелье
- с. Костовка
- с. Пашеновка
- с. Юрки
- с. Юрочки